# CPNE8
CPNE8‏ (Copine 8) هوَ بروتين يُشَفر بواسطة جين CPNE8 في الإنسان.